# Hugh Peterson
Hugh Peterson (* 21. August 1898 bei Ailey, Georgia; † 3. Oktober 1961 in Sylva, North Carolina) war ein US-amerikanischer Politiker. Zwischen 1935 und 1947 vertrat er den Bundesstaat Georgia im US-Repräsentantenhaus.

## Werdegang
Hugh Peterson besuchte die Schulen seiner Heimat einschließlich des Brewton Parker Institute. Danach studierte er an der University of Georgia in Athens. Nach einem anschließenden Jurastudium und seiner im Jahr 1921 erfolgten Zulassung als Rechtsanwalt begann er in Mount Vernon in seinem neuen Beruf zu arbeiten. Gleichzeitig war er dort in der Landwirtschaft und als Zeitungsverleger tätig.
Peterson war Mitglied der Demokratischen Partei. Im Jahr 1922 wurde er Bürgermeister seiner Geburtsstadt Ailey. Zwischen 1921 und 1931 saß er als Abgeordneter im Repräsentantenhaus von Georgia; von 1931 bis 1932 gehörte er dem Staatssenat an. Bei den Kongresswahlen des Jahres 1934 wurde er im ersten Wahlbezirk von Georgia in das US-Repräsentantenhaus in Washington, D.C. gewählt, wo er am 3. Januar 1935 die Nachfolge von Homer C. Parker antrat. Nach fünf Wiederwahlen konnte er bis zum 3. Januar 1947 sechs Legislaturperioden im Kongress absolvieren. Dort wurden in den ersten Jahren viele der New-Deal-Gesetze der Bundesregierung unter Präsident Franklin D. Roosevelt verabschiedet. Seit dem 7. Dezember 1941, dem Tag des japanischen Angriffs auf Pearl Harbor, war auch die Arbeit des Kongresses von den Ereignissen des Zweiten Weltkrieges bestimmt. Nach dem Ende des Kriegs wurde Peterson im Repräsentantenhaus Zeitzeuge der weiteren Entwicklung und des Beginns des Kalten Krieges. Von 1941 bis 1945 war er Vorsitzender eines Wahlausschusses (Committee on Elections No. 3). Danach war er ab 1945 Vorsitzender des Ausschusses, der sich mit der Verwaltung des US-Territorien befasste.
1946 wurde Peterson von seiner Partei nicht mehr zur Wiederwahl nominiert. In den folgenden Jahren praktizierte er wieder als Anwalt. Er starb im Oktober 1961 in Sylva und wurde in Ailey beigesetzt.